# Психопатологија нагона
Психопатологија нагона представља измену снаге и начина реализовања нагона. Нагони су све оно што нас изнутра подстиче на одређену активност, што нас усмерава и што нам омогућава да истрајемо у тој активности.
Нагони се могу представити као сложени ненаучени обрасци понашања, засновани на наслеђеним механизмима, својствени биолошкој природи бића. Њих можемо поделити у две основне категорије виталне и социјалне (које многи аутори радије називају мотивима).
- Витални нагони, који укључују нагон за самоодржавањем (останак и исхрана), нагон за одржањем врсте (сексуални нагон) и родитељски нагон.
- Социјални нагони, који се односе на скуп активности (стицање знања, положаја, социјалног статуса, угледа, звања и сл.) усмерених на обезбеђивање сопствене егзистенције и афирмације у друштву.[2]

## Физиолошка основа нагона
Анатомско-физиолошка основа нагонског живота, у првом реду има у виду улогу хипоталамуса, лимбичког система и коре великог мозга. Хипоталамус је од великог значаја за осећај глади, жеђи страха, задовољства беса, контролише сан и одржање сталности температуре организма. Такође, метаболизам воде, масти и угљених хидрата регулише хипоталамус. Поред тога цели акт парења организује хипоталамус и делови предњег мозга у његовом суседству, а у овим центрима ЦНС-а налазе се и центри награђивања (поткрепљења). Поједине структуре хипоталамуса везују се за одређене нагонске манифестације. Тако се преоптичко једро сматра центром за регулацију жеђи и телесне температуре. У експериментима хлађење ове зоне условљава смањење жеђи, без обзира на то колико је мало течности било у организму. Супротно, загревањем долази до појачања потребе за уношењем течности. Супраоптичко једро вероватно утиче на формирање жеђи, активира организам да тражи воду и сам акт пијења воде. Стимулација бочних делова хипоталамуса провоцира жеђ, док дражење средњих хипоталамичких структура инхибиторно делује на њу. Када је осећај глади у питању, вентромедијално једро хипоталамуса супримира, а латерални нуклеус појачава глад и понашање тражења и уноса хране. На нивоу неуротрансмитера изгледа да је улога допамина посебно значајна у контроли потребе за уношењем хране док је норадреналин нарочито битан када се ради о осећају жеђи. Говорећи о сексуалном нагону, важно је осврнути се на неуронска кола у задњим деловима хипоталамуса која контролишу стварање полних хормона. Уколико дође до разарања овог дела, експериментална животиња не испољава више сексуални интерес, престаје да тражи партнера и не показује понашање типа удварања и парења. Хипоталамус заједно са хипофизом регулише секрецију полних хормона, које иначе луче тестиси код мушкараца, а оваријуми код жена (малу количину тестостерона лучи и кора надбубрега). Либидо код припадника оба пола под највећим је упливом тестостерона, мада је код жена концентрација овог хормона, у крви нижа око 20 пута у односу на мушкарце, што је и разумљиво јер се код њих ова супстанца синтетише само у кортексу супрареналних жлезда. Естроген и прогестерон одређују плодност жена и вероватно родитељски нагон. Неуропептиди хипофизе (лутеинизирајући и фоликулстимулишући хормон) значајни су код мушкарца и код жена за развој гениталних органа, полно сазревање у целини и уз садејство рилизинг фактора хипоталамуса, контролу нивоа полних хормона (тестостерона, естрогена и прогестерона) у организму. Па ипак и други делови мозга (лимбички систем и више структуре мождане коре) су битни за нагонско понашање. Лимбички систем ке одговоран за емоционални тон који прати цваку нагонску манифестацију, а више кортикалне структуре интегришу различита испољавања нагона у контексту јединствености кортикалне ситуације. Социјални мотиви, својствени пре свега људској врсти, не би се могли замислити без постојања филогенетски најмлађих нивоа неокортекса.

## Психопатологија нагона
Патолошке модификације нагона се исказују у виду измене снаге исказа (квантитативни поремећаји нагона) или садржаја, правца или начина реализације (квалитативни поремећаји нагона).

## Квантитативни поремећаји нагона[3][4]

### Квантитативни поремећај нагона за живљењем
Слабљење нагона за живљењем ја најјасније исказано у самоубиству (суицид) или покушаја самоубиства. Под одређеним околностима , веома ослабљен, нагон за живљењем не спречава особу, да се безрезервно определи за активно уништење сопственог живота. Суицид можемо поделити на:

#### Психопатолошки подстицај суицида
- имагинаран (ужасан, неподношљив) "реалитет" (халуцинације, илузије) доживљен од стране болесника у оквиру друштвених болести, често не дозвољава алтернативни избор.
- Под притиском неподношљивих патолошких емоција (страх, безнађе, осећање кривице и субјективно виђење одговорности и за најтеже катастрофе човечанства), нагон за живљењем "губи" битку (хипертимија, депресивно поларизована).
- Посебан облик краткотрајне, али некад афективне редукције нагона за живљењем се запажа у случајевима индукованог самоубиства. Сугестијом (поремећај воље) наведе на самоубиство као заједнички чин, индукован аособа обично реализује "договор", док особа индуктор, неретко одустане од извршења одлуке.
- Различите варијанте хемијске (психоактивне супстанце) зависности (патолошка емоција снажнија од нивоа жудње усмерена ка нивоу страсти) се често означавају, са разлогом, као "хронично самоубиство".[4]

#### Нормални психолошки подстицај суицида
Морамо одмах рећи да "нормални" подстицај је од стране појединих аутора доведен у питање. Карактеристике "нормалног" психолошког подстицаја ка самоубиству би биле, да је то акт, одабран у стању прибране свести и пуног душевног здравља, у условима када реалистички сагледано околности пружају рационалну подршку том чину. Најчешће је реч о:
- Терминалном стању малигних или других, неизлечивих телесних обољења.
- Увиђање евидентно трагичног тока догађаја у случају алтернативног заробљавања.
- Свођењу дефицитног животног биланса (билансно самоубиство).
- Суицид из убеђења: камиказе, самоубиство да би се избегло заробљеништво и мучење - партизани, сепуку код Јапанаца и сл.
- Или ако је случај са "чистим метафизичким - филозофским самоубиством", какво објашњава чувени словеначки филозоф и психоаналитичар Славој Жижек.[13]

Повишен нагон за живљењем, ако тако нешто постоји није психопатолошки феномен, мада неки аутори издвајају овај феномен као психопатолошки у оквиру хипертимије манично поларизоване (синдром маније).

### Квантитативни поремећај нагона за исхраном

#### Булимија
Булимија или болесна прождрљивост представља појачан нагон за исхраном. Булиничари до те мере халапљиво једу да се могу и угушити комадом хране (болус смрт). Булумија се запажа код сенилне деменције, менталне субнормалности, епилептичке кризе, олигофреније или као један од симптома неурозе. Од булимије треба разликовати полифагију и полидипсију (претерани унос хране и воде), која се јавља код интернистичких болесника (инсипидни дијабет - оштећење задњег режња хипофизе, шећерна болест и сл.). Издвајамо и алиментарну гојазност, може поред других имати и психичку етиологију у својој основи. Вучја глад и коњска жеђ су епизодичне манифестације болесне прождрљивости и пијења воде, а срећу се у склопу темпоралне (психомоторне) епилепсије. Bulimia nervosa је углавном болест адолесценткиња и младих жена која се карактерише епизодама преједања (када постоји губитак контроле над уношењем хране), после чега следи компензаторно понашање са циљем да се спречи добијање на тежини (изазвано повраћање, злоупотреба лаксатива и диуретика.

#### Анорексија
Анорексија, губитак апетита или инапетиција понекад може бити толико интензивна да је могућ и смртни исход, услед неуношења хране. Анорексија се може видети у депресивним стањима, схизофренији, а посебан облик anorexia mentalis s. nervosa, праћена је падом телесне тежине услед дијете, условљеном јаких страхом од дебљања, без реалног покрића, аменорејом (губитак или недобијање менструације) и измењеном представом о свом телу налази се понекад код адолесцентних девојака. Не треба заборавити да инапетиција може имати и органских узрока, односно да је симптом унутрашњих и других болести, због чега је увек потребна пажљива клиничко-дијагностичка обрада да би се објаснило порекло. У случајевима суманутих идеја тровања, нагон за исхраном може бити секундарно потиснут наглашавањем нагона за живљењем (доживљај егзистенцијалне угрожености) и доминирајућом емоцијом страха.

### Квантитативни поремећаји нагона за одржавање врсте:

#### Хипоактивност сексуалне жеље
Хипоактивност сексуалне жеље се може дефинисати као слабост либида, губитак осећања сексуалног узбуђења и интересовања за сексуалну активност.

#### Сексуална аверзија
Сексуална аверзија се односи на редукцију сексуалног нагона у специфичним интерперсоналним односима. Надовезује се на нагомилавање негативних емоција у тој дијади и фобијском страху од сексуалних активности. Запажа се чешће код жена. Овде издвајамо импотенцију код мушкараца и фригидност и аноргазмију код жена. Ови поремећаји могу бити последица соматских, пре свега у хормоналној сфери и функционалних психогених узрока. [

#### Појачан сексуални нагон
Појачан сексуални нагон се исказује као нимфоманија код жена или сатиријаза код мушкараца. У оба случаја сексуални нагон остаје незадовољен и поред понављаних коитуса у току дана, а пратеће агресивно понашање може доћи у сукоб са постојећим друштвеним и правним нормама. Ове се особе најчешће регрутују из круга оболелих од маније - психопатологија воље, или ментално ретардираних - психопатологија интелигенције.

##### Сатиријаза
Појачан сексуални нагон код мушкараца.

##### Нимфоманија
Појачани сексуални нагон код жена.

### Квантитативни поремећаји родитељског нагона
Родитељски нагон може у значајној мери бити ослабљен код тежих душевних болесника (схизофреније, јаке депресије) и интелектуално оштећених особа (примарна интелектуална инфериорност).

### Квантитативни поремећаји социјалних нагона
Слабљење социјалних нагона је део симптоматологије озбиљних душевних обољења или различитих варијанти хемијске зависности. Манифестује се као неуобичајено изоловање из окружења, занемаривање стандардних образаца друштвеног понашања и постојећих породичних обавеза.

## Квалитативни поремећаји нагона[3][4]
Квалитативни поремећаји нагона делимо на: перверзије (неадекватност начина). Квалитативни поремећаји нагона могу бити:
- Инверзије које се односе на неадекватност објекта, задовољење сексуалног нагона се врши са особама неодговарајућег узраста. Настраности које овде спадају су:нарцизам, педофилија, геронтофилија, зоофилија, некрофилија и др.
- перверзије (неадекватност начина), поремећен је начин задовољавања сексуалног нагона. Овде се најчешће спомиње: мастурбација, трансвестизам, метатропизам, егзибиционизам, фетишизам, воајеризам, садизам, мазохизам, садомазохизам, орални секс, анални секс, групни секс и др.

### Квалитативни поремећаји нагона за исхраном (пика)
За више информација о овој болести погледајте Пика (болест)
Пика или квалитативни поремећаји нагона за исхраном се исказује као конзумација ненутритивних материја (дрво, гипс, земља, креч, психоактивне супстанце и сл.). Конзумирање уобичајене исхране не мора бити искључено. Виђа се у оквиру озбиљних душевних обољења (схизофренија) или дубље менталне ретардације.

### Квалитативни поремећаји сексуалног нагона
Ове поремећаје карактерише неуобичајено (ван биолошких стандарда) усмеравање и начина задовољавања сексуалног нагона и доживљавања сексуалног задовољства.

### Поремећај полног идентитета
Поремећај полног идентитета из којег проистичу специфична сексуална понашања, ту спадају:

#### Транссексуализам
Транссексуализам представља трајно поистовећивање са супротним полом. Присутна је жеља промене пола медицинским захватом (хируршки, хормони).

#### Трансвестизам
Трансвестизам са двоструком улогом садржи доживљавање (несексуалне) угодности у улози привремене припадности супротном полу. Запажа се непријатност због биолошке припадности свом полу, али жеља за трајном , биолошком променом пола не постоји. Доживљавање сексуалног узбуђења, за разлику од фетишистичког трансвестизма нема.

### Поремећаји сексуалне преференције
Поремећаји сексуалне преференције или парафилије, њих карактерише примена неуобичајених друштвено неприхватљивих начина и средства, као услов достизања сексуалног задовољства.

#### Фетитистички трансвестизам
Услов настанка сексуалног узбуђења је облачење у одећу супротног пола, са циљем да се створи реални утисак да се ради о особи супротног пола. Фетишистички трансвестизам је праћен сексуалним узбуђењем и мастурбацијом. Трансвестит поред облачења одеће супротног пола, такође и ради послове који су карактеристични за супротни пол. По постизању оргазма, сврха је испуњена, а одећа се уклања.

#### Хомосексуалност
Хомосексуалност је сексуални контакт истополних особа. Ова појава се другачије називе педерастија или уранизам код мушкараца, а код жена лезбејство или сафизам. По новијим психијатријским класификација хомосексуалност се не представља као поремећај, већ као алтернатива сексуалне преференције. За неке психологе још увек је дискутабилно да ли за то постоји заиста научно објашњење , или се заправо радио о утицају хомосексуалних удружења и њиховог неформалног лобија на друштво, па тако и на оне који су у ситуацији да нормирају људско понашање. Ван сваке сумње је, да хомосексуално понашање не треба стигматизовати и његове носиоце социјално маргинализовати само због тога што су сексуално другачији од већине.

#### Нарцизам
Нарцизам представља усмеравање сексуалног нагона према сопственом телу, које постаје објекат еротског уживања. Инверзија је овако названа по митолошком лику Нарцису који се заљубио у сопствени лик, рефлектован на површини воде. Ову врсту настраности треба разликовати од психолошке категорије нарцизма, која означава високо цењење сопствених телесних одлика, ако и сопствених дела и личних особина.

#### Метатропизам
Метатропизам је сексуална абнормалност у којој постоји потреба да се замени образац понашања у хетеросексуалном односу Мушки метатрописта има потребу за сексуалним задовољењем искључиво са мушкобањастом женом, која током односа доминира над њим, док жена склона овој појави може задовољство доживети само са феминизираним, пасивним мушкарцем.

#### Пигмалионизам
Пигмалионизам представља сексуалну усмереност према статуама. Пигманон је био краљ Кипра који се бавио вајарством. Он се према легенди заљубљује у статуу жене коју сам ваја, а њу грчка богиња Афродита, по молби Пигманона оживљава у жену, коју краљ узима за жену.

#### Егзибиционизам
Егзибиционизам је показивање полних органа, најчешће на јавним местима, особама супротног пола, ради достизања сексуалног узбуђења, без позива и намере да се сексуални контакт реализује. Показивање је праћено порастом узбуђења и мастурбацијом, а жртве су најчешће млађе особе. Могућност кривичног гоњења постоји и овакав тип настраности се санкционише у већини земаља. Лавирани егзибиционизам се огледа у ношењу провокативне одеће, која више открива него што сакрива. Ово је чешће карактеристично код жена, које не марећи за објективне околности и општу пристојност, овако неприкладно обучене улазе на факултет, на посао, судницу, цркву и сл.

#### Воајеризам
Воајеризам је посматрање сексуалног акта или интимног понашања других особа (свлачење одеће), без знања особе. Већина воајера се задовољава гледањем порно часописа и филмова, а неки преферирају да уживо посматрају парове, прикрадајући им се у природи или уз помоћ двогледа и дурбина у граду.

#### Педофилија
Педофилија је задовољавање сексуалне жеље у контакту са децом, од пубертетског, препубертетског узраста, без обзира на њихов пристанак. Деца могу бити супротног (хетеросексуална педофилија) или истог (хомосексуална педофилија) пола. Ова појава је кривично-правно кажњива у свим државама. Понекад чак и најмлађа деца нису поштеђена, а починилац је најчешће из круга породице или њему блиска и позната особа. Код жена се ређе виђа.

#### Геронтофилија
Геронтофилија се састоји од усмеравања сексуалног нагона у контакту са особама које су видно старије. Треба разликовати геронтофилију од проституције са старим лицима, где је главни мотив у ступање у сексуални акт, новчана зарада.

#### Некрофилија
Некрофилија или некроманија представља најтежи облик инверзије, када се задовољавање сексуалног нагона усмерава на мртву особу. То је патолошка сексуална преокупираност мртвим телом. Виђа се код тешких душевних болесника, олигофрених људи и сексуалних психопата. У форензичкој литератури описани су случајеви масовних убица, који су пошто би убили своју жртву, вршили обљубу над њиховим мртвим телима.

#### Зоофилија
Зоофилија или содомија, бестијализам преставља задовољавање сексуалног нагона кроз однос са животињама. Постоје доста стари записи о овој појави, која је чешће присутна код душевно оболелих и олигофрених особа. Поред моралне осуде, у сви државама се оваква појава и кривично прогони.

#### Фетишизам
Фетишизам се састоји од посматрања или миловања дела одеће или тела супротног пола. Фетиши се могу односити на женске ципеле, чарапе, гаћице, грудњак, соси и сл. Може се чак односити и на неки деформитет, као ожиљак, грбу и сл. Фетишизам се не сврстава стриктно у патолошку појаву, уколико је уклопљен у нормални полни однос и није услов за његово одвијање (еротска гардероба и сл.).

#### Садизам
Садизам подразумева да се сексуално узбуђење или задовољавање сексуалног нагона обезбеђује наношењем физичких или психичких болова сексуалном партнеру, његовим понижавањем или потчињавањем.

#### Мазохизам
Мазохизам се састоји у потреби особе да доживљава психички или физички бол, омаловажавања, потчињавања, као услов сексуалног узбуђења или задовољавања сексуалног нагона.

#### Садомазохизам
Садомазохизам представља обезбеђивање сексуалног узбуђења заснованог на комбинацији садизма и мазохизма. У ларвираном облику садомазохистички односи партнера су ограничени на менталну сферу и своди се на међусобно мучење и трпљење, за друге сасвим неразумљиво, при чему се, упркос свему, у таквој вези остаје.

#### Мастурбација
Мастурбација (онанија) је постизање оргазма механичким дражењем властитих гениталија или еротских зона. Раније се сматрало патолошком појавом, а данас једино ако је заступљено у тој мери да особа не може адекватно да функционише. Мастурбација је присутна када је полно зрелој особи онемогућен сексуални контакт, а готово је редовна појава у развојном периоду, нарочито адолесценцији.

#### Орални секс
Орални секс може бити стимулисање мушког полног органа устима партнерке (фелација) или додиривање (лизање) стиднице и клиториса језиком партнера (кунилингус, ламбимус). Сматра се да су ове појаве нормалне ако су предигра полног односа, а перверзне уколико су саме себи циљ (мада их неки аутори и тада сматрају нормалним.

#### Анални секс
Анални секс је задовољавање полног нагона између хетеросексуалних партнера на тај начин што се сношај обавља у анусу партнерке. Може да уследи после вагиналног односа или да се од почетка обавља аналном пенетрацијом. Понекад парови прибегавају овој врсти задовољавања уколико је, из неког разлога, онемогућен нормални полни однос, из знатижеље, ради промене рутине или неког другог разлога. Међутим, за већину жена ја анални однос непријатан и болан, због чега и није тако чест у свакодневном животу.

#### Групни секс
Групни секс може да има најразличитије форме. Некад двојца или више мушкараца имају однос са једном женом, или један мушкарац сексуално задовољава више жена истовремено. Групни секс је омиљен међу свингерима, који уживају не само у размени, већ и у посматрању партнера или партнерке у сношају са другим особама. Нарочито бизаран облик групног сексуалног искуства, који је чест мотив порнографске литературе и филмова је дупла пенетрација. Ова настраност се састоји у истовременом продирању фалуса двојце партнера у тело жене, при чему један пенетрира у вагину, а други у анус. Још је бизарнија дупла пенетрација два фалуса у вагину, па чак и два фалуса у анус жене. У свакодневном животу ово су ипак ретке појаве и, без сумње представљају срозавање људске сексуалности на много нижи ниво од онога који је одлика животињског света.

## Психопатологија нагона и кривично право
Поремећаји сексуалног нагона могу бити узрок социјално неприлагођеног понашања санкционисаног одредбама кривичног закона. Урачунљивост у неким случајевима може бити битно умањена, али је могућа и неурачунљивост. Ово је сложена материја, а вештачење захтева доста времена и добру сарадњу са вештаченом особом и осталим учесницима у поступку.

## Психопатологија нагона и грађанско право
Вештачење поремећаја нагона (посебно родитељског) може бити повод за процењивање пословне способности. Она се у потпуности одузима или само ограничава, зависно од самог поремећаја и социјалних односа вештачене особе.